# Super Mario Galaxy 2
Super Mario Galaxy 2 (スーパーマリオギャラクシー2, Sūpā Mario Gyarakushī Tsū) é um jogo eletrônico do gênero de plataforma que foi desenvolvido e publicado pela Nintendo para o console Wii. O jogo foi anunciado pela primeira vez na E3 de 2009 e é a sequência de Super Mario Galaxy. Super Mario Galaxy 2 foi lançado na América do Norte em 23 de maio de 2010, no Japão em 27 de maio de 2010, na Europa em 11 de junho de 2010 e na Austrália em 1 de julho deste mesmo ano. Os níveis do jogo são compostos por pequenos planetas e mundos. É o quarto jogo de plataforma em 3D da série Super Mario, depois de Super Mario 64, Super Mario Sunshine e Super Mario Galaxy.
O jogo foi originalmente planejado como uma versão atualizada de Super Mario Galaxy; esta versão teria sido chamada de Super Mario Galaxy More. Mais tarde foi decidido que o jogo seria desenvolvido como uma sequência do original por que a equipe de desenvolvimento continuou imaginando o jogo com dezenas de novas ideias, e assim o tempo de desenvolvimento expandiu-se para dois anos e meio. Entre as adições estão ambientes dinâmicos, novos power-upse a capacidade de montar no Yoshi.
Após o lançamento, Super Mario Galaxy 2 foi recebido com aclamação universal, e é frequentemente considerado por alguns como um dos melhores jogos todos os tempos. É um dos jogos mais vendidos no Wii com mais de sete milhões de cópias vendidas em todo o mundo. Um relançamento estava disponível na Nintendo eShop do Wii U em mídia digital até o dia 27 de março de 2023, quando a Nintendo decidiu encerrar as lojas digitais do console, juntamente com as do Nintendo 3DS.

## História
É um lindo dia no Reino dos Cogumelos, e Princesa Peach convida Mario para o "Festival de Estrelas". No meio do caminho, Mario encontra Master Luma (veja mais sobre as Lumas no artigo Super Mario Galaxy), filho(a) de Rosalina (como mostrado no final do jogo) e segue para o castelo. Chegando lá, Mario encontra Bowser numa forma gigante, que rapta Peach e vai para o espaço. Master Luma se apresenta a outra Lumas, assim uma delas se transforma em uma Launch Star e lança Mario para uma galáxia. Quando Mario consegue uma estrela na galáxia, vai até um pequeno planeta onde encontra mais Lumas, sendo uma delas uma grande, estranha e roxa chamada Lubba. Master Luma se apresenta outra vez fazendo a Lubba usar o poder da estrela de Mario para transformar o pequeno planeta em uma nave grande, que lembra o rosto de Mario (Lubba o batiza de "StarShip Mario"). E assim, Mario vai em busca das várias estrelas para resgatar a Princesa Peach passando por 49 galáxias do jogo.
A história começará quando Mario recebe como sempre uma carta da Peach para ir ao castelo, Mario durante a chegada ao castelo, encontra uma estrela meio branca chamada Baby que está desmaiada, sabe-se que Baby será a estrela que poderá ajudar Mario nas aventuras.Em seguida, Bowser em forma gigante, rapta Peach para executar seu plano de casar com Peach e destruir Mário.

## Jogabilidade
A jogabilidade de Super Mario Galaxy 2 parece ser similar a Super Mario Galaxy, com um foco em plataforma baseado e em torno dos planetas 3D de tamanhos e de paisagens de variação. Os power-ups do 1º jogo como a Bee Suit estarão fazendo um retorno, junto com o star sling para a navegação interplanetária, e os dirigíveis operados por Bowser e Bowser Jr. em seu antecessor. Mario possa montar o dinossauro bípede Yoshi, que pode usar sua língua para balançar através das aberturas, assim como comem as frutas diferentes que lhe dão poderes diferentes, tais como a habilidade de inflar como um balão, permitindo que flutue com um temporizador do “ar”, e funcioná-lo rapidamente. De acordo com o primeiro trailer, o cursor da estrela azul de Super Mario Galaxy foi substituído com um ponto vermelho ao montar Yoshi, permitindo que o jogador aponte e controle sua lingueta. Os artigos e as características novos foram apresentados na E3 2009.

## Desenvolvimento
Após a Nintendo terminar de fazer o primeiro Super Mario Galaxy, Shigeru Miyamoto abordou o time de desenvolvimento e sugeriu a produção de uma sequência. O planejamento inicial era apenas fazer variações nos planetas do primeiro game e foi chamado de "Super Mario Galaxy More", com um tempo de desenvolvimento projetado de apenas um ano. Os primeiros elementos que foram implementados foram exatamente aqueles que foram retirados do primeiro game, seja por questão de equilíbrio do jogo ou simplesmente por falta de tempo, como a aparição do Yoshi ou o planeta com o formato da cabeça do Mario. Com o tempo, mais e mais novos elementos e ideias apareceram, e assim o desenvolvimento tomou 2 anos e meio. Takeshi Hayakawa, o programador principal do game, criou uma ferramenta de desenvolvimento que permitiu que diferentes membros do staff criassem partes do game concomitantemente.
Super Mario Galaxy 2 foi revelado na E3 2009, se tornando a primeira vez que um segundo título de plataforma 3D do Mario foi feito para um único sistema de Nintendo. O criador de Mario, Shigeru Miyamoto, disse que a equipe tinha planejado originalmente apenas fazer variações nos planetas do jogo original, mas a medida que o tempo passou foram imaginadas todas as ideias novas. Numa entrevista à revista Wired Miyamoto afirmou que o novo game seria menos focado na história e mais na ação. Afirmou que a característica "Super Guide", presente em New Super Mario Bros.Wii, também estaria presente neste novo game E foi pela primeira vez apresentado em forma jogável na Nintendo Media Summit em 24 de fevereiro de 2010. Foi anunciada uma data de lançamento americana de 23 de maio de 2010. Os atores que fizeram as vozes em Super Mario Galaxy repetiram seus papéis nesta sequência.

## Recepção
Super Mario Galaxy 2 recebeu vários elogios de grandes críticos dos video games, recebendo uma nota perfeita de muitos críticos e uma média de 97.35% no GameRankings e 97/100 no Metacritic colocando-o como um dos jogos mais elogiados da crítica de todos os tempos.
Super Mario Galaxy 2 recebeu notas perfeitas de: GameSpot (sétimo jogo da história do site a ter uma nova perfeita), Edge, IGN, The Escapist, GameTrailers, X-Play, Nintendo Life, GameShark, Eurogamer, Thunderbolt, Kombo, Destructoid, IGN UK, Eurogamer Portugal, The Guardian, Telegraph, Cubed3, Aussie-Nintendo, Eurogamer Spain, Eurogamer Italy, Joystiq, GamesTM, N-Europe, e Gamer Limit.

A inovação do jogo foi muito elogiada, sendo considerado pela GameSpot e Edge como um jogo que redefine o padrão de jogos de plataforma. Para X-Play o jogo é o resultado da experiência de 20 anos de jogos de Mario postos em um jogo "fantasticamente concebido e criativo". IGN que sentiu que o jogo "captura perfeitamente o charme dos videogames clássicos, sendo esse o motivo pelo qual muitos de nós começamos a jogar." GameTrailers comentou que "há alguma coisa boa para quase qualquer pessoa e jogos que podemos realmente recomendar para quase qualquer um são raros." Giant Bomb elogiou particularmente a melhora no design dos níveis, comentando que os designers foram mais ousados e mais abertos a tomar alguns riscos estranhos com os planetoides e plataformas abstratas que davam o tom no jogo Galaxy original. enquanto que Wired comentou que o conceito dos níveis "poderia ser um jogo completo por si só".
Apesar dos elogios nem todos concordaram com o grau de inovação, alguns críticos fizeram reclamações em relação a similaridade em comparação com o jogo original. Official Nintendo Magazine considerou o jogo como o 'novo melhor jogo do Wii', mas disse que faltou o impacto que o original causou (apesar deles admitirem que isso seja extremamente difícil por causa da qualidade do jogo original) e o The Escapist não achou que houve muita mudança na fórmula estabelecida, mas comentou num sentido positivo de que o melhor era mesmo não mudar.

Game Informer ficou preocupado que alguns dos desafios tivessem o potencial de serem frustrantes, principalmente mais para o final do jogo. do mesmo modo, GamePro enfatizou que a maior dificuldade e o alto requisito de jogabilidade podem afastar alguns dos novos fãs. Entretanto, Worthplaying falou "perhaps most positively of all, há algumas poucas sequências em que a morte pode parecer ser resultado de um design falho ao invés do erro do jogador, o que ajuda a manter a frustração baixa."

A trilha sonora foi elogiada por 1UP.com como sendo "sweeping". e os gráficos por GamesRadar dizendo que Galaxy soube aproveitar ao máximo a tecnologia do Wii mesmo com suas limitações, deixando quase todas as falhas gráficas mais suavez ou cobertas, fazendo do jogo o título para Wii com melhor visual até a data.

### Prêmios
Super Mario Galaxy 2 recebeu prêmios de Jogo do Ano 2010 da Nintendo Power, GamesMaster, Official Nintendo Magazine, Edge Magazine, Games Magazine, Destructoid, Nintendojo, Guiness World Records (Gamers Edition 2011), Metacritic, e Game Rankings.[carece de fontes?]. O jogo foi nomeado Jogo do Ano do Wii pela IGN, [carece de fontes?] GameTrailers,[carece de fontes?] GameSpot,[carece de fontes?] Spike TV,[carece de fontes?] 1UP.com,[carece de fontes?] e muitos outros. Até dezembro de 2010, IGN nomeou Super Mario Galaxy 2 o jogo número 1 do Wii, superando o seu predecessor.
[carece de fontes?] Super Mario Galaxy 2 também foi indicado para "Best Video Game" no 2011 Kids' Choice Awards mas perdeu para Just Dance 2, apesar do Super Mario Galaxy 2 ter notas 30-50% maior.

### Vendas
No Japão, Super Mario Galaxy 2 vendeu 143.000 cópias no primeiro dia do lançamento e 340.000 na primeira semana, cerca de 90.000 a mais que o primeiro Super Mario Galaxy vendeu na sua primeira semana. Na América do Norte, o jogo vendeu 650.000 cópias durante o mês de Maio de 2010. No Reino Unido, Super Mario Galaxy 2 foi o terceiro jogo de melhor venda entre os lançamentos multi plataforma e o de melhor venda exclusivos de uma plataforma, até a semana de 26 de junho.
Em 16 de julho de 2010, o jogo chegou a 1 milhão de cópias vendidas nos Estados Unidos, e em Abril de 2011 alcançou 6.36 milhões de vendas no mundo todo.